# Стакан

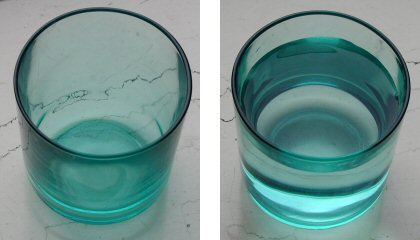
Пустой и полный стаканы.

Стакан.

Стака́н — обычно стеклянный сосуд, близкий по форме к цилиндру или усечённому конусу, без ручки и без ножки. 
Стакан применяется для холодных и горячих напитков. В последнем случае часто используется подстаканник.

## Этимология
Слово «достаканъ» встречается в русской грамоте 1356 года и в Духовной грамоте Ивана Калиты. Предполагается, что это заимствование из тюрко-татарского — "тостаган" (низкая круглая посуда типа пиалы).

## Описание
Форма стакана обычно близка к цилиндру или к усечённому конусу, однако встречаются стаканы более сложной формы. Основным отличием стакана от других типов посуды является отсутствие ручки. Стаканы также бывают гранёными.
Отношение высоты стакана к диаметру основания примерно 2:1, а размером он близок к человеческой ладони. Объём стакана обычно 200—250 см³. Стаканы меньшего размера часто называются стаканчиками, а совсем маленькие — стопками. В быту считают, что обыкновенный гранёный стакан, налитый до гладкого ободка "Маруськин поясок", вмещает 200 мл, налитый «всклень», то есть до краёв, — 250 мл.
В старорусских мерах объёма жидких тел (главным образом, казённой водки) 1 гарнец = 12 стаканов = 1/4 ведра, то есть 3,28 л, из чего объём стакана 273 мл.
(издание 1901г. Е.Молоховец "Подарок молодым хозяйкам или средство к уменьшению расходов"  стр 1050 (третья с конца), рецепт 3676 - Растворяя тесто на 1/2 гарнца, т.е. на 6 стаканов молока или воды...)
Наиболее часто стаканы изготавливаются из стекла. Такая практика отразилась в том, что в ряде языков слова «стакан» и «стекло» являются омонимами: англ. glass, нем. Glas, фр. verre. Однако производятся и бумажные, пластмассовые, металлические и керамические стаканы.
Бывают стаканы прозрачные (стеклянные, пластмассовые) и непрозрачные (бумажные, пластмассовые, металлические), многоразовые и одноразовые (из бумаги или пластмассы), складные (из нескольких колец).
Материал стакана определяет, можно ли им пользоваться для употребления горячих напитков или нет.
Встречаются даже съедобные стаканы: так, мороженое может продаваться в вафельных стаканчиках.

## Химический стакан

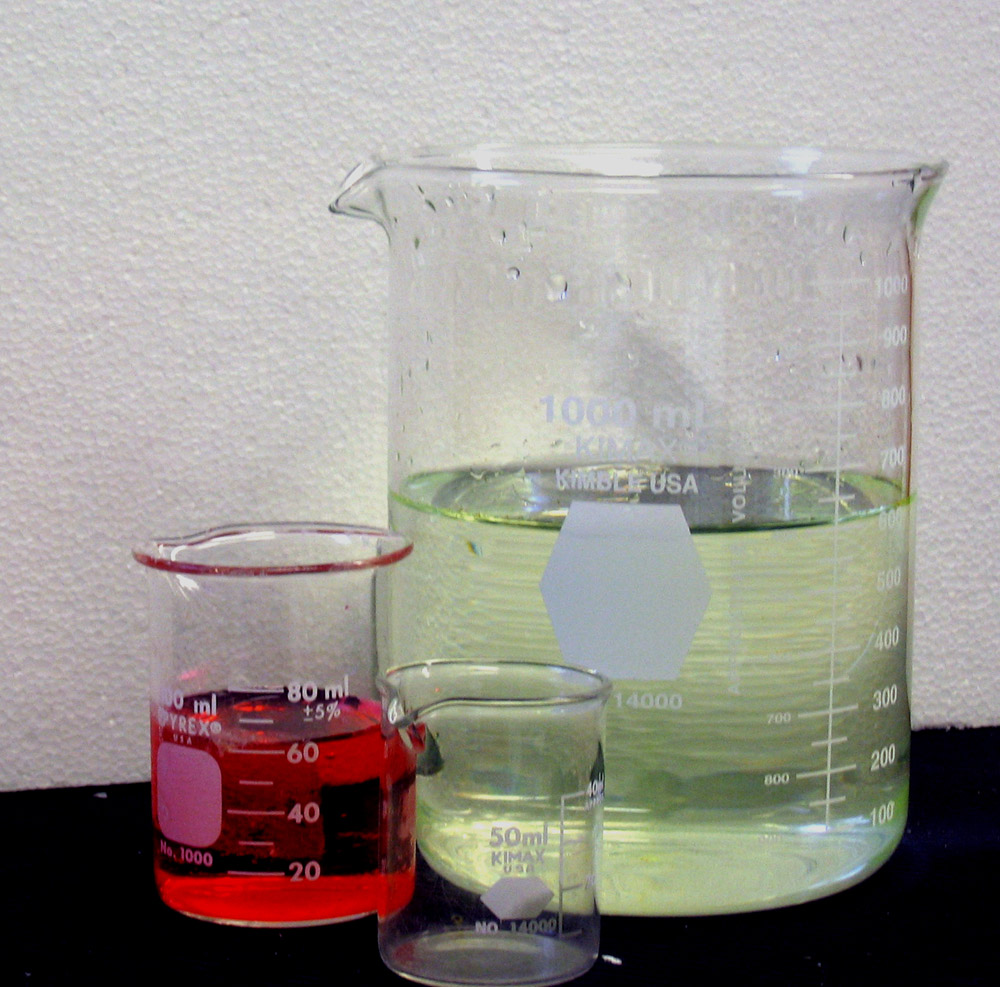
Химические (лабораторные) стаканы

Химические (или лабораторные) стаканы являются весьма важной частью химической или биологической лаборатории. Как правило, по форме они представляют собой строгий цилиндр, хотя иногда могут иметь форму расширяющегося кверху усечённого конуса. Обязательным атрибутом химического стакана является носик для удобного сливания жидкости. Дно у хорошего химического стакана должно быть плоским, для удобства использования магнитной мешалки. Изготавливаются обычно из термостойкого стекла, но могут быть пластиковыми. Объём химических стаканов варьирует от 5 мл до нескольких литров. На стакан может быть нанесена шкала объёма, однако она приблизительна и служит только для ориентировки. Сосуды с точными шкалами, служащие для измерения объёма жидкости, называют мензурками. Химические стаканы используются обычно для приготовления растворов сложного состава, когда необходимо при перемешивании растворять несколько твёрдых веществ. Во время «лабораторных» праздников химические стаканы ёмкостью 50 мл нередко используются в качестве стопок.

## Одноразовый стакан
Одноразовый стаканчик обычно сделан из картона или пластика. Материал современного картонного стаканчика для напитков также содержит пластик, выстилающий его внутреннюю поверхность в целях герметичности, поэтому наряду с пластиковой одноразовой посудой, будучи мусором, нуждается в специальной переработке. Широкое использование одноразовой посуды без должной утилизации приводит к замусориванию территорий пластиковыми отходами.

## Складной стакан

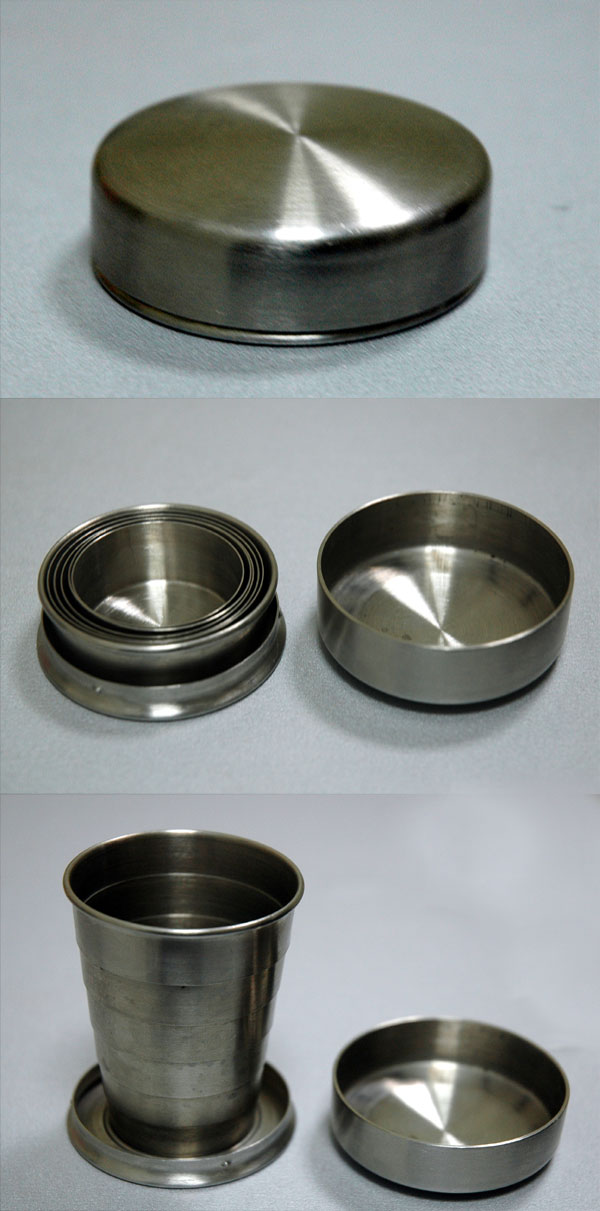
Складной металлический стакан

Складной стакан состоит из подставки и укреплённых на ней колец в виде усечённых конусов. В сложенном состоянии они помещаются друг под другом, закрытые крышкой. В разложенном положении телескопически раскрыты вверх. В популярных художественных фильмах, таких как «Небесный тихоход» (1945) «Опасно для жизни!» (1985), «Московские каникулы» (1995) и др., складной стакан использовался как непременный атрибут пьяниц.

## Стакан как мера объёма
Стакан также является бытовой мерой объёма жидкости и сыпучих тел, и в этом качестве используется в кулинарных рецептах. В этих случаях имеется в виду объём 200 мл. Например, имеется такой рецепт «Солянки московской на сковородке»:  «2 — 3 рябчика (или любой другой дичи), 100 г. копчёной грудинки, 5 сосисок, 500 г. кислой шинкованной капусты, 4 столовые ложки томатной пасты, 1 луковица, 2 стакана бульона, 100 г. любых маринадов, соль, перец по вкусу, 1/2 стакана тёртого сыра.» 
В дореволюционных источниках стакан соответствует объёму 0,273 л.

## Популярные выражения со словом «стакан»
- Найти истину на дне стакана.
- Для пессимиста наполовину наполненный стакан — полупустой, а для оптимиста — полуполный.
- Буря в стакане воды
- Сесть (присесть) на стакан — уйти в запой

## Дополнительные факты
- Стакан служит для демонстрации ряда физических явлений. Например, атмосферного давления: если стакан до края наполнить водой, а затем накрыть листом плотной бумаги (например, открыткой), плотно прижав бумагу к стакану, то его затем можно перевернуть, и вода не выльется (из «Занимательных задач и опытов» Перельмана).
- В школьном курсе физики распространён зрелищный и поучительный опыт «неразбиваемый стакан» для демонстрации инертности тяжёлых тел. На перевёрнутый гранёный стакан кладут тяжёлую металлическую плиту или призму (от 5—8 кг) и бьют по ней молотком (200—300 г). Из-за большой массы плита не получает сколь-нибудь значительного ускорения, и стакан не удаётся разбить. Если же стакан поставить на плиту, он разобьётся, но школьники понимают это сами, и обычно эту часть опыта опускают из-за его травмоопасности.
- Прозрачный стакан может быть использован для демонстрации оптических явлений. Например, ложка, частично погружённая в стакан с водой, воспринимается как надломленная.
- «Стаканом» за характерную форму и непрозрачную нижнюю часть, напоминающую подстаканник, называли приподнятую над землёй будку регулировщика дорожного движения, распространённую в СССР в 1950-60-е годы.
- Гранёный стакан во времена СССР также являлся непременным атрибутом процесса распития водки. За рубежом иногда так и называется — «русский водочный стакан».
- Иногда распитие спиртного без ярко выраженного повода в шутку называется отмечанием «Дня гранёного стакана». Дата отмечания этого «праздника» назначается по собственному желанию празднующих, с целью приурочить к нему попойку, чтобы не пить «просто так», без повода[2].

## Известные люди о стакане
В. И. Ленин в своей работе «Ещё раз о профсоюзах, о текущем моменте и об ошибках тт. Троцкого и Бухарина» следующим образом характеризует свойства и предназначение стакана:

Стакан есть, бесспорно, и стеклянный цилиндр и инструмент для питья. Но стакан имеет не только эти два свойства или качества или стороны, а бесконечное количество других свойств, качеств, сторон, взаимоотношений и «опосредствований» со всем остальным миром. Стакан есть тяжёлый предмет, который может быть инструментом для бросания. Стакан может служить как пресс-папье, как помещение для пойманной бабочки, стакан может иметь ценность, как предмет с художественной резьбой или рисунком, совершенно независимо от того, годен он для питья, сделан ли он из стекла, является ли форма его цилиндрической или не совсем, и так далее и тому подобное.